# Borys Latoszynski
Borys Mykołajowycz Latoszynski, ukr. Борис Миколайович Лятошинський (ur. 22 grudnia 1894?/3 stycznia 1895 w Żytomierzu, zm. 15 kwietnia 1968 w Kijowie) – ukraiński kompozytor, dyrygent, pedagog, Ludowy Artysta USRR.

## Życiorys
Urodził się w zamożnej i kulturalnej rodzinie klasy średniej. Podstawowe wykształcenie zdobył w domu, gdzie polska literatura i historia cieszyły się dużym szacunkiem. Istnienie polskiej strony rodziny Lyatoshynsky'ego spowodowało, że polskie tematy były centralnym punktem większości jego prac. (poematy symfoniczne "Grazyna", "Na brzegach Wisły"). Za stworzenie poematów symfonicznych „Grażyna” i „Nad brzegami Wisły” w październiku 1958 r. Zarząd Główny Towarzystwa Przyjaźni Polsko-Radzieckiej przyznał Lyatoszynskiemu nagrodę „Za umacnianie więzi kulturalnych między Polską a ZSRR”. Kompozytor przeznaczył całość pieniędzy z nagrody na fundusz odbudowy Warszawy. „Grażyna”, 1955 r. napisaną w 100-lecie śmierci Adama Mickiewicza, w której muzyka ilustruje najważniejsze momenty poematu.
W latach 1913–1919 uczęszczał do Konserwatorium Kijowskiego, studiując kompozycję u Reinholda Glière’a. W latach 1920–1968 wykładał w Konserwatorium Kijowskim oraz w latach 1935–1938 w Konserwatorium Moskiewskim. 
Był również przewodniczącym Związku Kompozytorów Ukrainy (1939-41), a do końca życia jego członkiem. Latoszyński uważany jest za ojca ukraińskiej współczesnej szkoły kompozytorskiej. Studiowało u niego szereg kompozytorów, którzy w następnych latach decydowali o obliczu ukraińskiej muzyki współczesnej, wśród nich  Igor Szamo, Iwan Karabyć, Wałentyn Sylwestrow, Jewhen Stankowycz, Łesia Dyczko, Łeonid Hrabowski. W 1946 i 1952 otrzymał Nagrodę Stalinowską, a w 1971 pośmiertnie Nagrodę Państwową im. Szewczenki.
Borys Latoszynski brał udział w Warszawskiej Jesieni: w 1958, 1959 i 1967 roku, za każdym razem jako przewodniczący oficjalnej delegacji Związku Kompozytorów ZSRR.
Pochowany na cmentarzu Bajkowskim. 
W kontekście muzycznej rewolucji pierwszych dziesięcioleci po I Wojnie Światowej inicjował on modernistyczny muzyczny ruch na Ukrainie szeregiem utworów, które w oryginalny sposób odzwierciedlały jego zachwyt ekspresjonizmem. Niestety, ruch ten powstawał w czasie, w którym estetycznym dogmatem stawał się realizm socjalistyczny. Nie mógł być więc alternatywą dla procesu prymitywizacji sztuki, która w tym czasie zaczęła dominować w całym ZSRR. Ciążenie Latoszyńskiego do nowowiedeńskiej szkoły (Schönberg, Webern, a zwłaszcza Berg) było zupełnie nie do przyjęcia dla radzieckich muzykologów i teoretyków (w latach 1948 i 1952 był ostro krytykowany za „formalizm” zwłaszcza w jego Symfonii Nr 2). Jednocześnie był to bardzo ważny nurt inspiracji dla kompozytora, który w następnych 30-, 40- i 50-tych latach był deformowany w rezultacie trwałego kompromisu. 
Dorobek twórczy Latoszynskiego:
- 5 symfonii (1919, 1936 – przeredagowana w 1954, 1954, 1963, 1966)
- poematy symfoniczne (Grazyna, Na brzegach Wisły)
- opery Złota obręcz (według Zachar Berkut Ivana Franka), Szczors
- utwory kameralne (Sonata na skrzypce i fortepian, 2 trio fortepianowe, Ukraiński kwintet, 6 kwartetow smyczkowych i in.)
- utwory chóralne, cykly pieśni
- utwory solowe na fortepian

## Muzyka filmowa
- 1951: Taras Szewczenko